# Vestido de novia
Vestido de novia è un film del 2014 diretto da Marilyn Solaya.